# エリザベス・ストライド
エリザベス・"ロング・リズ"・ストライド（英: Elizabeth "Long Liz" Stride、旧姓: グスタフスドッター(英: Gustafsdotter)、1843年11月27日 - 1888年9月30日）は、有名な連続殺人者の切り裂きジャックの被害者と考えられている人物。
ストライドのニックネーム「ロング・リズ」の由来については数通りの説明が存在する。結婚した後の苗字の「ストライド」が「大股」という意味だからという説を挙げる人もいれば、高い身長か顔の形に由来すると考えている人もいる。死亡時、ストライドはスピタルフィールズのフラワー・アンド・ディーン・ストリート32番地のコモン・ロッジングハウスに住んでいた。その場所は当時、犯罪が多発するスラム (ルーカリー) に含まれていた。

## 生涯
ストライドは1843年11月27日にスウェーデン・ヨーテボリの西のTorslandaの教会区で生まれた。父はスイス人の農家のグスタフ・エリクソン (英: Gustaf Ericsson)、母はベアータ・カールスドッター (英: Beata Carlsdotter) である。1860年に、カール・ヨハン (英: Carl Johan) のヨーテボリ教会区で召使として働き始めたが、それから数年以内に再び別のヨーテボリの地区へ転居した。ホワイトチャペル殺人事件の他の被害者のほとんどは、結婚生活に失敗した後に貧困により売春婦へ転落したが、ストライドは結婚する前から売春を行っていた。1865年3月までにストライドはヨーテボリ警察から売春婦として登録され、性感染症の治療を2度受けている。1865年4月21日に娘を出産したが死産だった。
翌年にロンドンへ転居した。このときは家族と一緒に召使の仕事をしていた可能性がある。1869年5月7日、船大工のジョン・トーマス・ストライド (英: John Thomas Stride) と結婚した。夫はシアネス出身で、13歳年上だった。夫婦は一時、イースト・ロンドンのポプラーで喫茶室を経営した。リズ・ストライドは1877年3月にポプラー救貧院への入院が認められており、このときには2人は別居していたらしい。1881年までに2人はよりを戻したようだが、同年末までには永久的に離別することとなった。
ストライドは知人に、自分の夫と9人の子供たちのうちの2人は、1878年にテムズ川で発生したプリンセス・アリス号の沈没事故で溺死したと話していた。ストライドの話によれば、沈没事故の際に、別の犠牲者が安全な場所へ泳ごうとしていたときに恐らく口を蹴飛ばされたようで、それ以来どもるようになったという。実際は、夫のジョン・ストライドはプリンセスアリス号沈没事故の5年以上後の1884年10月24日にポプラー・ステップニー療養院で結核で死亡した。2人に子供はいなかった。
ストライドは夫と別居してから、ホワイトチャペルのコモン・ロッジングハウス (生活困窮者向けの安価な共同住宅) に住んでいた。ロンドンのスウェーデン国教会から1度か2度、慈善の援助があった。1885年から死亡するまでのほとんどを、デヴォンシャー・ストリートに住む地元の船渠労働者のマイケル・キドニー (英: Michael Kidney) と一緒に暮らした。ストライドは縫い物や家の清掃の仕事でいくらかの収入を得ていた。ある知人はストライドは穏やかな気質の持ち主と語った。しかし、ストライドは酔っ払って風紀を乱したことを理由に何度もテムズ治安裁判所へ出廷した。裁判所ではアン・フィッツジェラルド (英: Anne Fitzgerald) と名乗った。ストライドは英語とスウェーデン語に加えてイディッシュ語による話法を習得した。キドニーとの関係は途切れ途切れに続いた。しかし、1887年4月、ストライドはキドニーを暴行罪で告発した。ただし、裁判での追及はできなかった。ストライドは再びキドニーの元を去ったが、それは死の数日前のことだった。社会改良家のトーマス・ジョン・バーナード (英: Thomas John Barnardo) 博士は9月26日 (水) にフラワー・アンド・ディーン・ストリート32番地のロッジング・ハウスでストライドに会ったことがあると主張している。

## 最後の数時間と死
9月29日夜、ストライドは黒いジャケットとスカートを着て、黒いクレープのボンネットを被り、クジャクシダの小枝かアスパラガスの葉の中に赤いバラを入れた花束を持っていた。午後11時頃、バーナー・ストリート付近で、ストライドらしき人物が客と一緒にいるところを目撃されている。客は背の低い男で、黒い口髭を生やし、モーニング・スーツと山高帽を身につけていた。午後11時45分頃には、まびさしのついた帽子を被った男と一緒にいるところを目撃された。午前0時35分、ウィリアム・スミス (英: William Smith) 巡査が、ストライドが固いフェルト帽を被った男と一緒にいるところを目撃した。場所はホワイトチャペルのバーナー・ストリート (以降、ヘンリケス・ストリートに改名) 40番地にあるインターナショナル・ワーキング・メンズ・エドゥケーショナル・クラブ (英: International Working Men's Educational Club) の向かいだった。このクラブは社会主義者とユダヤ人による社交クラブで、ユダヤ人が圧倒的に多かった。ストライドと一緒にいた男は長さ45センチメートルほどの包みを抱えていた。
1888年9月30日 (日) の午前1時近く、前述の社交クラブの世話役のルイス・ディームシュッツ (英: Louis Diemschutz) が近隣のダットフィールズ・ヤードでストライドの遺体を発見した。ディームシュッツはポニーと2輪荷車に乗っていた。ダットフィールズ・ヤードに着いたときにポニーが慄いた。ダットフィールズ・ヤードは暗かったため、マッチに火を灯して初めてストライドの遺体の存在に気付いた。ストライドの首の傷からはまだ血が流れ出ており、ディームシュッツが到着する直前に殺害されたようだった。社交クラブのあるメンバーたちは、「ユダヤ人の間での社会主義の必要性」についての会議とその後の合唱に参加した後、午前0時30分から午前0時50分の間にクラブを出発したが、ダットフィールズ・ヤードで怪しいものは見かけなかった。社交クラブから2軒離れたところに住むモーティマー (英: Mortimer) 夫人は、同程度の時刻に合唱を聞くためにバーナー・ストリートにいたが、ダットフィールズ・ヤードに立ち入った人は見かけなかった。モーティマーはつやのある黒い鞄を持った男が走って通り過ぎるのを目撃していた。モーティマーのこの報告は広く報じられたが、実際は社交クラブのメンバーのレオン・ゴールドスタイン (英: Leon Goldstein) だった。モーティマーは目撃した男がゴールドスタインであることを確認し、ゴールドスタインは捜査の対象から外された。
警察は社交クラブの他のメンバーや近隣の土地も捜査し、その地域の住民たちに尋問した。イズリエル・シュウォーツ (英: Israel Schwartz) という目撃者が、午前0時45分頃にストライドがダットフィールズ・ヤードの外で襲われて地面に投げ出されるのを目撃したと報告した。ストライドを襲った人物は、近くにいたもう一人の男に向かって「リプスキー」 (英: Lipski) と叫んだようだった。「リプスキー」とは悪名高い毒殺者のイズリエル・リプスキー (英: Israel Lipski) に由来する反セム主義的な罵倒語と考えられた。シュウォーツはストライドの検死審問では証言しなかった。シュウォーツはハンガリー人であり、英語をほとんど話せなかったため参加しなかった可能性がある。切り裂きジャック研究家のスティーブン・ナイト (英: Stephen Knight) が1970年代に事件の資料からシュウォーツの証言を発見した。同程度の時刻に、ストライドらしき人物をジェームズ・ブラウン (英: James Brown) という人物がバーナー・ストリートの近隣のフェアクロー・ストリートで目撃していた。このストライドらしき女性は、女性より少し背の高い太り気味の男が言い寄ってくるのを断っていた。この事件についての内務省の資料の余白に、ストライドが最後に目撃されてから死ぬまでの間に別の男と会う時間があったことを指摘するメモが書かれていた。ディームシュッツは後に、自分が馬車で入ってきたとき、まだ殺人犯がダットフィールズ・ヤードにいたと思っていると語った。
ストライドの遺体からは金銭が発見されなかった。このことから、ストライドが夜中に稼いだ収益は盗まれた可能性がある。盗んだ人物はシュウォーツが見た襲撃者かもしれないし、殺人者かもしれない。どちらにしても、殺人者はストライドの客だったと仮定すると、ストライドは生きていたときに殺人者と一緒にダットフィールズ・ヤードに入ったと考えられる。
ストライド殺害は人々が切り裂きジャックの恐怖で怯えていた真っ只中で起こった。当時、切り裂きジャックという単独犯が一連の売春婦惨殺事件を引き起こしていると考えられていた。しかし、切り裂きジャックの犯行とされる他の6名の被害者は、首を切り裂かれるだけでなく、腹部にも傷を負わせていたが、ストライドには喉を切り裂いた傷以外に切り刻まれた箇所は無かった。ストライド殺害には、犯行の曜日や時刻、殺害に選んだ場所の種類、被害者の性質、殺人の手法など、切り裂きジャックの犯行のパターンとの類似点がある。切り裂きジャックは遺体を切り刻む機会を得る前に邪魔が入って中断した可能性がある。ストライド殺害の後、1時間もたたないうちに歩いていける距離でキャサリン・エドウッズが殺害されていた。また、ストライドとエドウッズはどちらもフラワー・アンド・ディーン・ストリートに住んでいた。エドウッズとストライドの殺害により、ロンドンは恐慌に陥った。切り裂きジャックと思しき犯人に一夜にして2人も殺されたのは初めてだったためである。

## 遺体の調査
地元の医師のフレデリック・ウィリアム・ブラックウェル (英: Frederick William Blackwell) が犯行現場に訪れ、それから間もなくジョージ・バグスター・フィリップス (英: George Bagster Phillips) 医師も現場に到着した。フィリップスは、ホワイトチャペル殺人事件の中でもこの事件より前に起こったアニー・チャップマン殺害事件を扱ったことがあり、後にメアリー・ジェーン・ケリー殺害事件も扱うことになる。フィリップスは次のように報告している。
遺体はこちら側に横たわっていた。顔は壁の方を向き、頭はダットフィールズ・ヤードの上方に向いており、足は通りの方に向いていた。左腕は伸ばされており、左手には口中香薬の包みが握られていた。……右腕は腹部の上にあり、手の甲や手首には固まった血が付いていた。両脚は縮こまっており、両足は壁の近くにあった。体や顔は温かく、手は冷たかった。両脚は完全に温かかった。

遺体には絹のハンカチが首に巻かれており、ハンカチは僅かに破けているようだった。ハンカチは切られたと確信している。これは顎の直角の位置に対応していた。喉は深く切り裂かれていた。右眉の下に直径3.7センチメートルほどの肌の剥離があり、見たところ血の染みがついているようだった。
月曜日の午後3時、セント・ジョージズ死体安置所で、ブラックウェル医師と私は遺体の調査を行った。死後硬直がまだ完全には見られなかった。顔の左側に泥が付いており、泥は頭にこびり付いていた。……被害者はまずまず栄養状態が良かった。両肩から上や、特に鎖骨から右側と下側、胸部から前は青く変色していた。これは以前の2つの事例でも見たことがある。首には紛れもなく裂傷があった。裂傷の長さは15センチメートルで、最初の6.4センチメートルは顎の下をまっすぐに通る。筋肉は切らず、その1.9センチメートル上を切っている。それから傷は深くなり、鞘膜を切り裂いている。裂傷は非常に鮮やかで、少し下に逸れていた。鞘膜に包まれていた動脈や他の血管は全て切断されていた。右側の組織を貫通する裂傷はより体表側のところを通り、顎から直角に5センチメートル下のところで尾を引いていた。その場所の深部の血管は傷ついていなかった。このことから、出血は左の頚動脈を部分的に切られたことが原因であるのは明らかである。凶器には短い刃のナイフが使用された可能性がある。肌では腐敗が始まっていた。暗褐色の斑点が顎先の左前側にできていた。右脚の骨に奇形があり、骨はまっすぐではなく、前方に曲がっていた。首を除いて最近生じた外傷は無かった。

遺体をより徹底的に洗浄すると、治りかけの腫れ物がいくつか見られた。左耳の耳たぶは、切り取ったかそこにイヤリングをつけていたかのように裂けていたが、完全に治っていた。頭皮を取り除いたが、打撲傷や内出血の形跡は無かった。……心臓は小さく、左心室は固く縮まっていた。右心室も僅かにそのようになっていた。肺動脈に凝血は無かったが、右心室は黒い凝血でいっぱいだった。左心室が固く縮まっていたため、中は完全に空っぽだった。胃は大きく、粘膜だけは鬱血していた。胃の中には部分的に消化が進んだ食物が入っており、見たところ、チーズ、ジャガイモ、澱粉質の粉末 (小麦粉か挽いた穀物) が入っているようだった。顎の左下の歯は全て無くなっていた。
ブラックウェルは、ストライドはネッカチーフを後方に引っ張られて地面に引き倒されて、それから喉を切られた可能性があると考えた。フィリップスは、ストライドは首を素早く左から右へ切られたときに、地面に横たわっていた可能性が高いことに同意した。また、胸部に打撲傷があることから、ストライドは襲われている間に地面に押し付けられていた可能性があることが示唆されていた。

## 審問
10月1日、セント・ジョージズ・イン・ジ・イーストのケーブル・ストリートにあるヴェストリー・ホールで、ミドルセックスの検視官のウィン・エドウィン・バクスター (英: Wynne Edwin Baxter) により検死審問が開始された。翌日、遺体の身元を巡って証言に食い違いがあった。警察はストライドがスウェーデン人のエリザベス・グスタフスドッターであると確信していたようだが、メアリー・マルコム (英: Mary Malcolm) 夫人は自身の姉妹であるエリザベス・ワッツ (英: Elizabeth Watts) の遺体であると断言した。審問の間、他の目撃者は遺体の身元はストライドであると証言した。プリンスズ・スクウェアのスウェーデン国教会の事務員のスヴェン・オルセン (英: Sven Ollsen) もそのような証言をした目撃者に含まれる。結局、10月24日にエリザベス・ワッツ自らが生きた証拠として審問に現れ、ストライドの義理の甥であるウォルター・ストライド (英: Walter Stride) 巡査が遺体の身元を確認したことで、マルコムの話は退けられた。
バクスター検視官は、ストライドは不意を突かれて一瞬のうちに殺害されたと考えていた。ブラックウェルが提唱したように、殺人者はストライドが身につけていたチェックのスカーフを背後から掴み、その後に喉を切り裂いた可能性があった。しかし、バクスターは、助けを求めて叫び声を上げることがなく、抵抗したことを示す明確な形跡が無かったことから、ストライドは自ら横たわったと考えた。ストライドは発見されたとき、左手に息を甘い匂いにする口中香薬の包みを持ったままだった。これはストライドに自分の身を守る時間がなかったことを示唆している。食料雑貨商のマシュー・パッカー (英: Matthew Packer) はホワイトチャペル自警団に雇われた2人の私立探偵のル・グランド (英: Le Grand) とバチェラー (英: Batchelor) に対し、自分がストライドと殺人者にブドウを売ったことをほのめかした。しかし、警察のスティーブン・ホワイト (英: Stephen White) 巡査部長には、自分は店を閉めており、怪しいものは何も見なかったと伝えた。検死審問で病理学者たちは、ストライドはブドウを持ってもいなかったし食べてもいなかったと語気を強めた。病理学者たちは、ストライドの胃の中にはチーズとジャガイモ、澱粉質の粉末が入っていたと説明した。それでも、パッカーの話は新聞に掲載され、私立探偵たちはダットフィールズ・ヤードでブドウの柄を発見した。パッカーは警察に再度尋問されると、目撃した男の年齢は25歳から30歳で、ストライドより僅かに背が高く、柔らかいフェルト帽を被っていたと説明した。しかし、私立探偵たちに対しては、その男は中年で大柄だったと説明していた。パッカーのどの説明も、ストライドの死の直前にストライドが客と一緒にいるところを見たという他の目撃者の証言とも一致していなかった。しかし、他の目撃者による説明の内容も全て異なっていた。切り裂きジャックの捜査の全体の指揮を執っていたドナルド・スワンソン (英: Donald Swanson) は、パッカーによる証言は証拠としてほとんど無価値だったと記した。
スティーブン・ナイトは著書『切り裂きジャック最終結論』 (英: Jack the Ripper: The Final Solution) で、著名な医師のウィリアム・ガル (英: William Gull) とストライドを結び付けて論じており、その根拠に2人がブドウを持っていたと言われていたことを挙げた。しかし、著述家のマーティン・ファイドーはナイトのこの主張をでたらめと評して退けた。ホワイトハウス自警団がホワイトチャペル殺人事件の捜査のために雇った私立探偵の一人であるル・グランドにも疑いが投げかけられた。ル・グランドはチャールズ・グランド (英: Charles Grand)、チャールズ・グランディ (英: Charles Grandy)、チャールズ・グラント (英: Charles Grant)、クリスチャン・ニールソン (英: Christian Neilson)、クリスチャン・ネルソン (英: Christian Nelson) という名でも知られる。この人物には多くの犯罪の前科があり、売春婦を暴行した過去や、窃盗で有罪になったことがあった。1889年に詐取の共謀で有罪となり、2年間服役した。釈放された後、リボルバーの所持で逮捕され、脅迫して金を要求したことで告発された。これにより20年間の懲役の判決を受けた。

## 葬儀とその後の余波

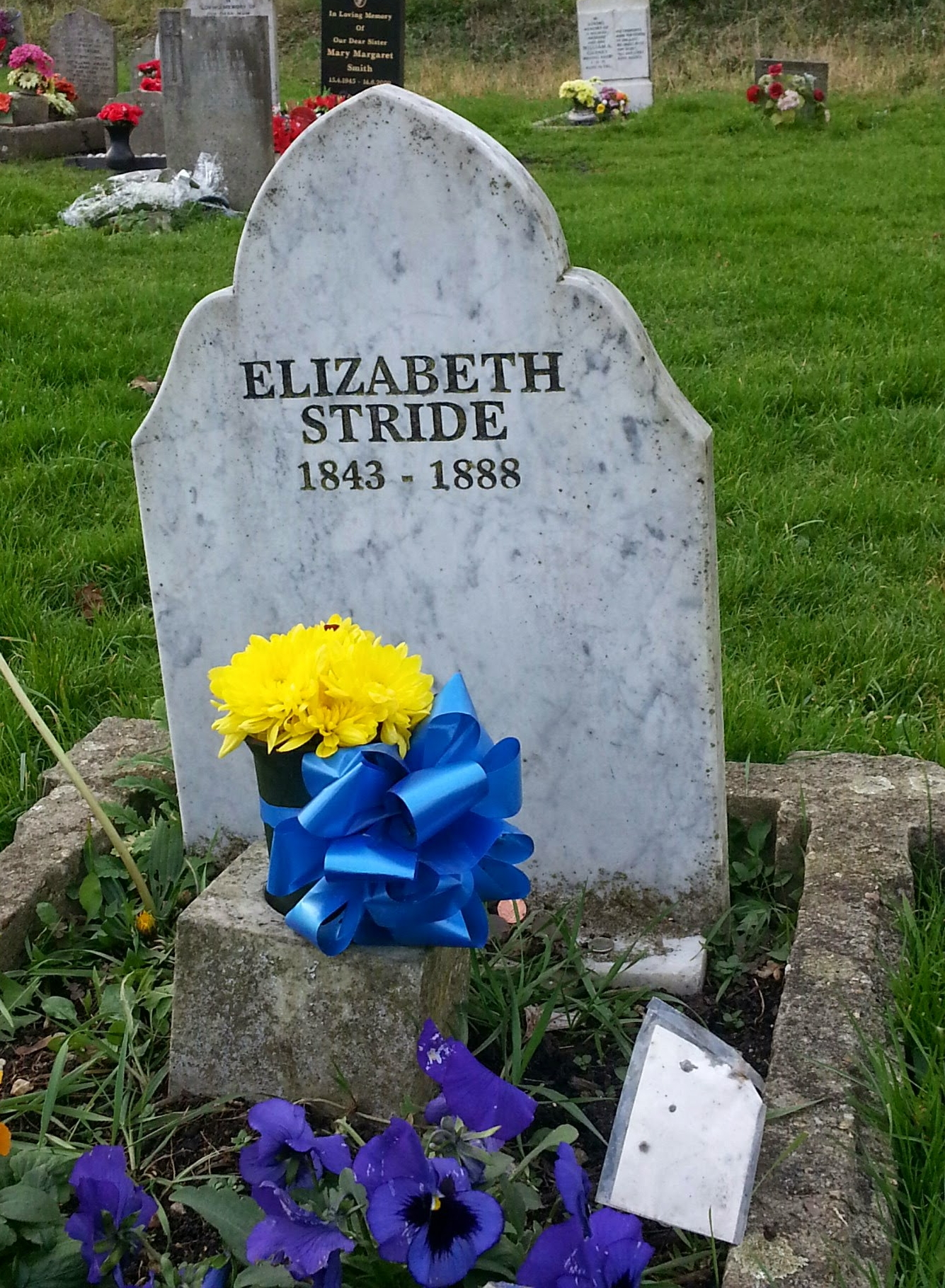
エリザベス・ストライドの墓 (2014年12月撮影)

10月1日、マイケル・キドニーは酔っ払いながらリーマン・ストリート警察署へ歩いて向かい、警察の無能力を非難した。もし自分がその日の夜にバーナー・ストリートで勤務している警察官だったら銃で自殺していただろうと語った。翌年、キドニーの名前がホワイトチャペル救貧院診療所の記録に3回現れる。6月に梅毒、8月に腰痛、10月に消化不良と診断されている。キドニーはストライドと不穏な関係にあったこと、また、アリバイを証明する記録が無かったことから、殺人の疑いをかけられていた。しかし、警察はキドニーを捜査の対象から外したようである。また、キドニーの健康状態の悪化や、警察署で見せた苦悩のほどから、キドニーはストライドの死を悲しんでいたことがうかがえる。
エリザベス・ストライドは1888年10月6日 (土) にロンドンのプレイストーにあるイースト・ロンドン共同墓地に埋葬された。37番広場の15509番の墓に葬られている。ストライドの葬儀は教区が費用を出し、葬儀屋のホークス (英: Hawkes) により執り行われた。
10月19日、スワンソン警部は報告書に、情報提供を求めるちらしを8万枚用意して近隣に配布し、2千名の下宿人を調査したことを記した。

## 切り裂きジャックとの関係
ストライド殺害の前にメアリー・アン・ニコルズ殺害事件とアニー・チャップマン殺害事件が近隣で起きており、ストライドの事件もホワイトチャペル殺人事件の捜査に加えられた。3人は同一人物に殺害されたと広く信じられている。しかし、一部の専門家は、ストライド殺害は他の殺人事件とは無関係であるという結論を出した。その根拠は、ストライドの遺体は切り刻まれていないこと、この事件だけホワイトチャペル・ロードの南で起きていること、使用された刃物が他の事件よりも短くて別のデザインであることである。ただし、ほとんどの専門家は、独特の類似点からストライドの事件とその前に起きた2件の事件、さらに同夜に起きたキャサリン・エドウッズ殺害とを結び付けて考えている。
10月1日、Saucy Jacky postcardと呼ばれる葉書がセントラル・ニューズ・エージェンシーに届けられた。その葉書には「ジャック・ザ・リッパー」と署名されており、自身がストライドとエドウッズを殺した犯人であると主張していた。また、この2つの事件を「ダブル・イベント」(英: double event) と表現しており、この呼称はその後も使用されることになる。葉書は殺人事件が公表される前に郵送されており、単なるいたずらであれば事件についてそこまでの知識があるとは考えられないと論じられてきた。しかし、消印は殺人が起きてから24時間以上後に押されており、事件の詳細が記者やその地域の住民に知れ渡ってからかなり時間がたっていた。後に、警察当局は葉書を書いた記者を特定したと主張し、葉書をいたずらとして退けた。警察のこの評価は切り裂きジャック歴史研究家たちのほとんども同意している。

## ストライドを演じた女優
- A Study in Terror (1965年) - Norma Foster[65]
- Jack the Ripper (1988年、テレビ) - Angela Crow[66]
- Love Lies Bleeding (1999年) - Alice Bendová
- フロム・ヘル (2001年、映画) - Susan Lynch[67]
- Jack, the Last Victim (2005年) - Sallie Lloyd
- The Real Jack the Ripper (2010年、テレビ) - Tina Sterling
- Jack the Ripper: The Definitive Story (2011年、テレビ) - Elizabeth Elstub[68]

## 註釈
1. ↑  エドマンド・リード警部補による検死審問での説明 (出典: Evans and Skinner 2000, p. 169 and Marriott, p. 114)
2. ↑  Evans and Rumbelow, p. 290
3. ↑  ストライドの身長は165センチメートルであるという説が正しければ、ストライドは当時のホワイトチャペルの女性の平均身長よりも高かったことになる (Fido, p.53)。
4. ↑  Evans and Rumbelow, pp. 96–98; White, pp. 323–350
5. 1 2 3  Evans and Rumbelow, p. 96
6. ↑  Fido, pp. 55–56
7. ↑  Fido, pp. 56–57
8. ↑  例: エリザベス・タナー (英: Elizabeth Tanner) (出典: Evans and Skinner 2000, p. 151 and Marriott, p. 96)
9. 1 2  Fido, p. 54
10. ↑  Evans and Skinner 2000, p. 155
11. ↑  Evans and Skinner 2000, p. 172
12. ↑  タイムズへの通信、1888年10月6日 (出典: Evans and Rumbelow, p. 98)
13. ↑  目撃者の証言についてはCook, pp. 165–168 and Fido, pp. 57–59を参照; 社交クラブの構成者についてはFido, p. 39を参照
14. ↑  Cook, p. 157; Evans and Rumbelow, pp. 99–101; Fido, p. 41
15. ↑  Inquest testimony of Edward Spooner, quoted in The Times, 3 October 1888
16. ↑  Fido, pp. 41, 59, 61
17. ↑  Fido, p. 61
18. ↑  Evans and Rumbelow, p. 110
19. ↑  Evans and Rumbelow, p. 112; エドマンド・リード (英: Edmund Reid) 警部補の検死審問での証言 (出典: Marriott, p. 113)
20. ↑  Cook, pp. 168–170; Evans and Rumbelow, p. 104; Fido, pp. 60–61
21. ↑  Cook, p. 170; Fido, p. 60
22. ↑  Fido, p. 60
23. ↑  Evans and Rumbelow, p. 104; Fido, pp. 60–61
24. ↑  Evans and Rumbelow, p. 111
25. ↑  Marriott, pp. 81–82
26. ↑  Fido, p. 62
27. ↑  Fido, p. 63
28. ↑  Cook, p. 157; Woods and Baddeley, p. 86
29. ↑  Begg, p. 46; Evans and Skinner 2000, pp. 201–202
30. ↑  Evans and Rumbelow, p. 101
31. ↑  フィリップス (出典: Evans and Skinner 2000, pp. 157–158 and Marriott, pp. 82–84)
32. ↑  Evans and Rumbelow, pp. 102–103; Marriott, pp. 94–95
33. ↑  Marriott, pp. 102–103
34. ↑  Evans and Rumbelow, pp. 102–103
35. ↑  Evans and Skinner 2000, p. 164; Fido, pp. 54–56
36. ↑  Evans and Skinner 2000, p. 171; Fido, pp. 54–56
37. ↑  Rumbelow, p. 76
38. ↑  Fido, p. 53
39. ↑  Evans and Skinner 2000, p. 175; Marriott, p. 121
40. ↑  最初に現場に来たブラックウェル医師の証言 (出典: Evans and Skinner 2000, p. 163; Marriott, p. 93 and Rumbelow, p. 71)
41. ↑  Evans and Skinner 2000, p. 175; Rumbelow, p. 76
42. ↑  Begg, pp. 186–187; Cook, pp. 166–167; Evans and Rumbelow, pp. 106–108; Rumbelow, p. 76
43. ↑  Begg, pp. 186–187; Cook, p. 167; Evans and Skinner 2000, p. 164; Marriott, pp. 102, 106; Rumbelow, p. 76
44. ↑  Evans and Rumbelow, p. 104; Evans and Skinner 2000, p. 158; Rumbelow, p. 72
45. ↑  Evans and Rumbelow, pp. 106–108; Rumbelow, p. 76
46. ↑  Evans and Skinner 2000, p. 125; Fido, p. 54
47. ↑  Fido, pp. 58–59
48. ↑  Begg, pp. 176–184; Fido, pp. 58–61
49. ↑  内務省への報告、1888年10月19日、HO 144/221/A49301C (出典: Evans and Rumbelow, p. 109)
50. ↑  Evans and Rumbelow, pp. 108–109
51. ↑  Evans and Skinner 2000, p. 155; Fido, p. 56
52. 1 2  Fido, p. 56
53. ↑  Marriott, p. 125
54. ↑  Evans and Skinner 2000, pp. 121–126
55. ↑  例: Stewart, William (1939), Jack the Ripper: A New Theory, Quality Press (出典: Evans and Skinner 2000, p. 418)
56. ↑  Marriott, p. 124
57. ↑  Cook, p. 157; Marriott, p. 125; Woods and Baddeley, p. 86
58. ↑  例: メルヴィル・マクナーテン（英語版） (英: Melville Macnaghten、出典: Cook, p. 151; Evans and Skinner 2000, pp. 584–587 and Rumbelow, p. 140)、トーマス・ボンド（英語版） (英: Thomas Bond、出典: Evans and Skinner 2000, pp. 360–362 and Rumbelow, pp. 145–147)
59. ↑  Evans and Skinner 2001, p. 30; Rumbelow, p. 118
60. ↑  例: Cullen, Tom (1965), Autumn of Terror, London: The Bodley Head, p. 103
61. ↑  Cook, pp. 79–80; Fido, pp. 8–9; Marriott, pp. 219–222; Rumbelow, p. 123
62. ↑  Cook, pp. 94–95; Evans and Skinner 2001, pp. 45–48; Evans and Skinner 2000, pp. 624–633; Marriott, pp. 219–222; Rumbelow, pp. 121–122
63. ↑  例: チャールズ・ウォーレン (英: Charles Warren) からゴドフリー・ラシントン (英: Godfrey Lushington) への書簡、1888年10月10日、Metropolitan Police Archive MEPO 1/48 (出典: Cook, p. 78; Evans and Rumbelow, p. 140 and Evans and Skinner 2001, p. 43)
64. ↑  例: ウィリアム・ビードル (英: William Beadle) は、切り裂きジャック歴史研究家の大方の見解では、自身を含め、切り裂きジャックが送ったとされる通信は全て偽物と見なしていると記している。 (出典: Beadle, William (2009). Jack the Ripper: Unmasked. London: John Blake. p. 168. ISBN 978-1-84454-688-6)
65. ↑  “A Study in Terror (1965)” (英語).  British Film Institute. 2019年3月28日閲覧。
66. ↑  “Jack the Ripper Part 1 (1988)”.   British Film Institute. 2018年12月27日閲覧。
67. ↑  “From Hell (2001)” (英語).   British Film Institute. 2019年3月28日閲覧。
68. ↑  “Jack the Ripper: The Definitive Story” (英語). GuideDoc. 2018年12月27日閲覧。